# 무라키미촌
무라키미촌(村君村)은 사이타마현의 북동부, 기타사이타마군에 속했던 촌이다. 

## 역사
- 1889년 4월 1일 - 정촌제 시행에 의해 기타사이타마군 무라키미촌이 성립하였다.
- 1955년 1월 1일 - 미타카야촌과 합병해 지요다촌이 되었다.
- 1959년 4월 1일 - 지요다촌이 하뉴시에 편입되었다.